# Чемпіонат світу з футболу 1978 (група 4)
Матчі Групи 4 першого групового етапу чемпіонату світу з футболу 1978 відбувалися з 3 по 11 червня 1978 року на стадіонах Шато Каррерас у Кордові і Естадіо Сьюдад де Мендоса у Мендосі.
У Групі 4 змагалися збірні Ірану, Нідерландів, Перу і Шотландії.
Досить неочікувано лідером групи стала перуанська команда, а нідерландці, срібні призери попереднього чемпіонату світу, лише за кращою різницею забитих і пропущених голів обійшли команду Шотландії і стали володарями другої путівки до другого групового раунду із групи 4.

## Турнірне становище
| Поз | Команда    | І | В | Н | П | ГЗ | ГП | РГ | О | Кваліфікація                      |
| --- | ---------- | - | - | - | - | -- | -- | -- | - | --------------------------------- |
| 1   | Перу       | 3 | 2 | 1 | 0 | 7  | 2  | +5 | 5 | Вихід до другого групового раунду |
| 2   | Нідерланди | 3 | 1 | 1 | 1 | 5  | 3  | +2 | 3 | Вихід до другого групового раунду |
| 3   | Шотландія  | 3 | 1 | 1 | 1 | 5  | 6  | −1 | 3 |                                   |
| 4   | Іран       | 3 | 0 | 1 | 2 | 2  | 8  | −6 | 1 |                                   |

## Матчі

### Перу — Шотландія
Шотландія вийшла уперед вже на 14-ій хвилині зусиллями Джо Джордана, який вдало зіграв на підбиранні після відбитого удару Брюса Ріоха. Згодом британська команда була близькою аби подвоїти рахунок, проте удар Кенні Далгліша перуанський воротар Рамон Кірога зумів відвести від воріт кінчиками пальців. Натомість активність південноамериканців в атакувальних діях була винагороджена вже наприкінці першого тайму, коли Сесар Куето вразив ворота шотландців з близької відстані.
У другому таймі Шотландія втратила чудовий шанс відновити свою перевагу на 63-ій хвилині, на якій Дон Мессон не зумів переграти воротаря суперників, пробиваючи пенальті. А в заключній чверті гри своє слово сказав Теофіло Кубільяс, головна зірка перуанців, який спочатку вивів свою команду уперед дальнім ударом з гри, а згодом довів перевагу до комфортної, забивши прямим ударом зі штрафного понад стінкою.
| 3 червня 1978 16:45 ART |

| Перу                        | 3–1      | Шотландія   |
| --------------------------- | -------- | ----------- |
| Куето 43' Кубільяс 71', 77' | Протокол | Джордан 14' |

| Шато Каррерас, Кордова Глядачів: 37,927 Арбітр: Ульф Ерікссон (Швеція) |

| Перу | Шотландія |

| ВР               | 21 | Рамон Кірога       |     |     |
| ЗХ               | 2  | Хайме Дуарте       |     |     |
| ЗХ               | 3  | Родульфо Мансо     |     |     |
| ЗХ               | 4  | Ектор Чумпітас (к) |     |     |
| ЗХ               | 5  | Торібіо Діас       |     |     |
| ПЗ               | 6  | Хосе Веласкес      | 19' |     |
| НП               | 7  | Хуан Муньянте      |     |     |
| ПЗ               | 8  | Сесар Куето        |     | 82' |
| ПЗ               | 10 | Теофіло Кубільяс   |     |     |
| НП               | 11 | Хуан Облітас       |     |     |
| НП               | 19 | Гільєрмо Ла Роса   |     | 62' |
| Запасні:         |    |                    |     |     |
| ВР               | 1  | Отторіно Сартор    |     |     |
| ПЗ               | 9  | Персі Рохас        |     | 82' |
| ЗХ               | 14 | Хосе Наварро       |     |     |
| ПЗ               | 15 | Херман Легія       |     |     |
| НП               | 20 | Уго Сотіль         |     | 62' |
| Головний тренер: |    |                    |     |     |
| Маркос Кальдерон |    |                    |     |     |

| ВР               | 1  | Алан Раф       |  |     |
| ЗХ               | 4  | Мартін Бакен   |  |     |
| ЗХ               | 13 | Стюарт Кеннеді |  |     |
| ЗХ               | 14 | Том Форсайт    |  |     |
| ЗХ               | 22 | Кенні Бернс    |  |     |
| ПЗ               | 6  | Брюс Ріох (к)  |  | 75' |
| ПЗ               | 7  | Дон Мессон     |  | 75' |
| ПЗ               | 10 | Аза Гартфорд   |  |     |
| ПЗ               | 11 | Віллі Джонстон |  |     |
| НП               | 8  | Кенні Далгліш  |  |     |
| НП               | 9  | Джо Джордан    |  |     |
| Запасні:         |    |                |  |     |
| ЗХ               | 2  | Сенді Джардін  |  |     |
| ПЗ               | 15 | Арчі Геммілл   |  | 75' |
| ПЗ               | 16 | Лу Макарі      |  | 75' |
| НП               | 19 | Джон Робертсон |  |     |
| ВР               | 20 | Боббі Кларк    |  |     |
| Головний тренер: |    |                |  |     |
| Аллі Мак-Лауд    |    |                |  |     |

| Асистенти арбітра: Тесфає Гебреєсус (Ефіопія) Анхель Франко Мартінес (Іспанія) |

### Нідерланди — Іран
Срібні призери попередньої світової першості прибули до Аргентини у послабленому складі, зокрема від участі у турнірі на знак протесту проти політики правляючої у цій країні військової хунти відмовився Йоган Кройф. Попри це європейська команда мала велетенську перевагу у класі над абсолютними новачками чемпіонатів світу, яку тричі трансформувала в забиті голи. Іранці зробили ставку на щільну гру в захисті, проте раз-по-раз переривали атаки суперників лише із порушенням правил, заробивши багато штрафних ударів та два пенальті, обидва з яких реалізував Роб Ренсенбрінк. Він же став й автором єдиного гола, забитого з гри, замкнувши головою фланговий навіс від Рене ван де Керкгофа.
| 3 червня 1978 16:45 ART |

| Нідерланди                              | 3–0      | Іран |
| --------------------------------------- | -------- | ---- |
| Ренсенбрінк 40' (пен.), 62', 78' (пен.) | Протокол |      |

| Естадіо Сьюдад де Мендоса, Мендоса Глядачів: 33,431 Арбітр: Альфонсо Гонсалес Арчундія (Мексика) |

| Нідерланди | Іран |

| ВР               | 8  | Ян Йонгблуд          |  |     |
| ЗХ               | 5  | Руд Крол (к)         |  |     |
| ЗХ               | 11 | Віллі ван де Керкгоф |  |     |
| ЗХ               | 17 | Вім Рейсберген       |  |     |
| ЗХ               | 20 | Вім Сюрбір           |  |     |
| ПЗ               | 6  | Вім Янсен            |  |     |
| ПЗ               | 9  | Арі Ган              |  |     |
| ПЗ               | 10 | Рене ван де Керкгоф  |  | 70' |
| НП               | 12 | Роб Ренсенбрінк      |  |     |
| НП               | 13 | Йоган Нескенс        |  |     |
| НП               | 16 | Джонні Реп           |  |     |
| Заміни:          |    |                      |  |     |
| ЗХ               | 18 | Дік Наннінга         |  | 70' |
| Головний тренер: |    |                      |  |     |
| Ернст Гаппель    |    |                      |  |     |

| ВР                 | 1  | Насер Хеджазі       |    |     |
| ЗХ                 | 14 | Хассан Назарі       |    |     |
| ЗХ                 | 15 | Андранік Ескандарян | ЖК |     |
| ЗХ                 | 20 | Насролла Абдоллахі  |    |     |
| ЗХ                 | 21 | Хоссейн Казерані    |    |     |
| ПЗ                 | 6  | Хассан Наєбага      |    |     |
| ПЗ                 | 7  | Алі Парвін (к)      |    |     |
| ПЗ                 | 8  | Ебрахім Гасемпур    |    |     |
| ПЗ                 | 9  | Мохаммад Садегі     |    |     |
| НП                 | 17 | Гафур Джахані       |    |     |
| НП                 | 18 | Хоссейн Фаракі      |    | 50' |
| Заміни:            |    |                     |    |     |
| НП                 | 10 | Хассан Ровшан       |    | 50' |
| Головний тренер:   |    |                     |    |     |
| Хешмат Мохаджерані |    |                     |    |     |

| Асистенти арбітра: Робер Вурц (Франція) Мігель Комесана (Аргентина) |

### Шотландія — Іран
Шотландці не зробили висновків із поразки у своїй першій грі на турнірі і не налаштувалися належним чином на гру проти номінального аутсайдера. В Аргентині шотландські футболісти запам'ятился не стільки виступами на полі, скільки гучними вечірками, до того ж один з лідерів команди Віллі Джонстон був дискваліфіковий через позитивний допінг-тест ще після першого матчу. 
Попри це саме британська команда вийшла уперед наприкінці першого тайму завдяки автоголу Андраніка Ескандаряна. Але на другий тайм іранці вийшли налаштованими відігратися, що їм вдалося вже на 60-й хвилині, коли добре індивідуально зіграв Ірадж Данаїфард. Решту гри активніше виглядала азійська команда, однак ані їй, ані її суперникам вирвати перемогу не вдалося.
| 7 червня 1978 16:45 ART |

| Шотландія           | 1–1      | Іран          |
| ------------------- | -------- | ------------- |
| Ескандарян 43' (аг) | Протокол | Данаїфард 60' |

| Шато Каррерас, Кордова Глядачів: 7,938 Арбітр: Юссу Н'Діає (Сенегал) |

| Шотландія | Іран |

| ВР               | 1  | Алан Раф       |  |     |
| ЗХ               | 2  | Сенді Джардін  |  |     |
| ЗХ               | 3  | Віллі Донахі   |  |     |
| ЗХ               | 4  | Мартін Бакен   |  | 56' |
| ЗХ               | 22 | Кенні Бернс    |  |     |
| ПЗ               | 8  | Кенні Далгліш  |  | 74' |
| ПЗ               | 10 | Аза Гартфорд   |  |     |
| ПЗ               | 15 | Арчі Геммілл   |  |     |
| ПЗ               | 9  | Джо Джордан    |  |     |
| НП               | 16 | Лу Макарі      |  |     |
| НП               | 19 | Джон Робертсон |  |     |
| Заміни:          |    |                |  |     |
| ЗХ               | 14 | Том Форсайт    |  | 56' |
| НП               | 21 | Джо Гарпер     |  | 74' |
| Головний тренер: |    |                |  |     |
| Аллі Мак-Лауд    |    |                |  |     |

| ВР                 | 1  | Насер Хеджазі       |    |     |
| ЗХ                 | 2  | Ірадж Данаїфард     |    | 89' |
| ЗХ                 | 14 | Хассан Назарі       |    |     |
| ЗХ                 | 15 | Андранік Ескандарян | ЖК |     |
| ЗХ                 | 20 | Насролла Абдоллахі  |    |     |
| ЗХ                 | 21 | Хоссейн Казерані    |    |     |
| ПЗ                 | 7  | Алі Парвін (к)      |    |     |
| ПЗ                 | 8  | Ебрахім Гасемпур    |    |     |
| ПЗ                 | 9  | Мохаммад Садегі     |    |     |
| НП                 | 17 | Гафур Джахані       |    |     |
| НП                 | 18 | Хоссейн Фаракі      |    | 84' |
| Заміни:            |    |                     |    |     |
| НП                 | 10 | Хассан Ровшан       |    | 84' |
| ПЗ                 | 6  | Хассан Наєбага      |    | 89' |
| Головний тренер:   |    |                     |    |     |
| Хешмат Мохаджерані |    |                     |    |     |

| Асистенти арбітра: Ніколае Райня (Румунія) Арналдо Коельйо (Бразилія) |

### Нідерланди — Перу
Після перемог у стартових іграх обидві команди в очному матчі, здавалося, були від самого початку згодні розділити очки, тому гра проходила за невеликої кількості гострих моментів, і нульова нічия стала її закономірним результатом.
| 7 червня 1978 16:45 ART |

| Нідерланди | 0–0      | Перу |
| ---------- | -------- | ---- |
|            | Протокол |      |

| Естадіо Сьюдад де Мендоса, Мендоса Глядачів: 28,125 Арбітр: Адольф Прокоп (НДР) |

| Нідерланди | Перу |

| ВР               | 8  | Ян Йонгблуд          |     |     |
| ЗХ               | 2  | Ян Портвліт          |     |     |
| ЗХ               | 5  | Руд Крол (к)         |     |     |
| ЗХ               | 17 | Вім Рейсберген       |     |     |
| ЗХ               | 20 | Вім Сюрбір           |     |     |
| ПЗ               | 6  | Вім Янсен            |     |     |
| ПЗ               | 9  | Арі Ган              |     |     |
| ПЗ               | 10 | Рене ван де Керкгоф  | 25' | 46' |
| ПЗ               | 11 | Віллі ван де Керкгоф |     |     |
| НП               | 12 | Роб Ренсенбрінк      |     |     |
| НП               | 13 | Йоган Нескенс        |     | 68' |
| Заміни:          |    |                      |     |     |
| ЗХ               | 16 | Джонні Реп           |     | 46' |
| НП               | 18 | Дік Наннінга         |     | 68' |
| Головний тренер: |    |                      |     |     |
| Ернст Гаппель    |    |                      |     |     |

| ВР               | 21 | Рамон Кірога       |    |     |
| ЗХ               | 2  | Хайме Дуарте       |    |     |
| ЗХ               | 3  | Родульфо Мансо     |    |     |
| ЗХ               | 4  | Ектор Чумпітас (к) |    |     |
| ЗХ               | 5  | Торібіо Діас       |    |     |
| ПЗ               | 6  | Хосе Веласкес      |    |     |
| ПЗ               | 8  | Сесар Куето        |    |     |
| ПЗ               | 10 | Теофіло Кубільяс   |    |     |
| НП               | 7  | Juan Muñante       | ЖК |     |
| НП               | 11 | Juan Oblitas       |    |     |
| НП               | 19 | Гільєрмо Ла Роса   |    | 62' |
| Заміни:          |    |                    |    |     |
| ПЗ               | 20 | Уго Сотіль         |    | 62' |
| Головний тренер: |    |                    |    |     |
| Маркос Кальдерон |    |                    |    |     |

| Асистенти арбітра: Норберто Коересса (Аргентина) Анатолій Іванов (СРСР) |

### Перу — Іран
Перуанці від самого початку гри почали тиснути на ворота суперників і вже на другій хвилині вийшли уперед, коли Хосе Веласкес замкнув подачу Хуана Муньянте з кутового. Після швидкого забитого гола південномериканська команда діяла гостріше і на 30-их хвилинах фактично зняла питання про переможця гри, двічі змусивши іранських захисників помилитися і заробивши два пенальті, які реалізував Теофіло Кубільяс.
На 41-ій хвилині гол Хассана Ровшана відновив певну інтригу, проте різниця у класі вдалася взнаки, і перуанці доволі комфортно довели гру до перемоги. Більше того, на 79-й хвилині Кубільяс забив утретє за матч, цього разу з гри, продемонструвавши відмінну техніку, обвівши спочатку захисників, а згодом й воротаря іранців.
| 11 червня 1978 16:45 ART |

| Перу                                             | 4–1      | Іран       |
| ------------------------------------------------ | -------- | ---------- |
| Веласкес 2' Кубільяс 36' (пен.), 39' (пен.), 79' | Протокол | Ровшан 41' |

| Шато Каррерас, Кордова Глядачів: 21,262 Арбітр: Алойзій Яргуз (Польща) |

| Перу | Іран |

| ВР               | 21 | Рамон Кірога       |  |     |
| ЗХ               | 2  | Хайме Дуарте       |  |     |
| ЗХ               | 3  | Родульфо Мансо     |  | 67' |
| ЗХ               | 4  | Ектор Чумпітас (к) |  |     |
| ЗХ               | 5  | Торібіо Діас       |  |     |
| ПЗ               | 6  | Хосе Веласкес      |  |     |
| ПЗ               | 8  | Сесар Куето        |  |     |
| ПЗ               | 10 | Теофіло Кубільяс   |  |     |
| НП               | 7  | Хуан Муньянте      |  |     |
| НП               | 11 | Хуан Облітас       |  |     |
| НП               | 19 | Гільєрмо Ла Роса   |  | 60' |
| Заміни:          |    |                    |  |     |
| ЗХ               | 20 | Уго Сотіль         |  | 60' |
| НП               | 15 | Херман Легія       |  | 67' |
| Головний тренер: |    |                    |  |     |
| Маркос Кальдерон |    |                    |  |     |

| ВР                 | 1  | Насер Хеджазі      |    |           |
| ЗХ                 | 2  | Ірадж Данаїфард    |    |           |
| ЗХ                 | 5  | Джавад Аллаверді   |    |           |
| ЗХ                 | 14 | Хассан Назарі      | ЖК |           |
| ЗХ                 | 20 | Насролла Абдоллахі |    |           |
| ЗХ                 | 21 | Хоссейн Казерані   |    |           |
| ПЗ                 | 7  | Алі Парвін (к)     |    |           |
| ПЗ                 | 8  | Ебрахім Гасемпур   |    |           |
| ПЗ                 | 9  | Мохаммад Садегі    |    |           |
| НП                 | 10 | Хассан Ровшан      |    | Замінений |
| НП                 | 18 | Хоссейн Фаракі     |    | Замінений |
| Заміни:            |    |                    |    |           |
| НП                 | 17 | Гафур Джахані      |    | 51'       |
| НП                 | 3  | Бехташ Фаріба      |    | 66'       |
| Головний тренер:   |    |                    |    |           |
| Хешмат Мохаджерані |    |                    |    |           |

| Асистенти арбітра: Душан Максимович (Югославія) Вернер Вінземанн (Канада) |

### Шотландія — Нідерланди
Попри провальний початок турніру перед фінальною грою групового етапу шотландська команда зберігала шанси на продовження боротьби на чемпіонаті, утім для цього їй необхідно було вигравати у діючих віце-чемпіонів світу із різницею у щонайменше три голи. Опинившись у такій ситуації, британці нарешті продемонстрували активну атакувальну гру і по ходу першого тайму мали відразу декілька гарних моментів — удар Брюса Ріоха влучив у поперечину, гол Кенні Далгліша не було зараховано, а згодом порушення правил проти Джо Джордана у карному майданчику нідерландців залишилося поза увагою арбітрів. Натомість за фол на Репі біля протилежних воріт пенальті був призначений, і рахунок на 34-ій хвилині відкрили саме нідерландські гравці.
Ще до завершення першої половини Шотландія, утім, зуміла зрівняти рахунок — після навісу на дальню штангу Джордан скинув м'яч на вільного Далгліша, який холоднокровно перекинув Йонгблуда. На самому початку другого тайму британці забили удруге — Арчі Геммілл реалізував пенальті за порушення правил на Гремі Сунесі. А на 68-ій хвилині той же Геммілл забив із гри, розібравшись відразу із декількома захисниками, і наблизив свою команду на відстань одного гола від проходу у другий етап. Проте надія шотландців прожила лише декілька хвилин, адже вже на 71-ій хвилині Джонні Реп наважився на дальній удар, який виявився заскладним для Алана Рафа. У час, що залишався, шотландці не знайшли сил аби повернути інтригу у боротьбу за місце у другому груповому раунді, задовільнившись врешті-решт лише мінімальною перемогою.
| 11 червня 1978 16:45 ART |

| Шотландія                              | 3–2      | Нідерланди                     |
| -------------------------------------- | -------- | ------------------------------ |
| Далгліш 45' А. Геммілл 46' (пен.), 68' | Протокол | Ренсенбрінк 34' (пен.) Реп 71' |

| Естадіо Сьюдад де Мендоса, Мендоса Глядачів: 35,130 Арбітр: Еріх Лінемайр (Австрія) |

| Шотландія | Нідерланди |

| ВР               | 1  | Алан Раф       |     |
| ЗХ               | 3  | Віллі Донахі   |     |
| ЗХ               | 4  | Мартін Бакен   |     |
| ЗХ               | 13 | Стюарт Кеннеді |     |
| ЗХ               | 14 | Том Форсайт    |     |
| ПЗ               | 6  | Брюс Ріох (к)  |     |
| ПЗ               | 8  | Кенні Далгліш  |     |
| ПЗ               | 10 | Аза Гартфорд   |     |
| ПЗ               | 15 | Арчі Геммілл   | 35' |
| ПЗ               | 18 | Грем Сунес     |     |
| НП               | 9  | Джо Джордан    |     |
| Головний тренер: |    |                |     |
| Аллі Мак-Лауд    |    |                |     |

| ВР               | 8  | Ян Йонгблуд          |  |     |
| ЗХ               | 2  | Ян Портвліт          |  |     |
| ЗХ               | 5  | Руд Крол (к)         |  |     |
| ЗХ               | 17 | Вім Рейсберген       |  | 45' |
| ЗХ               | 20 | Вім Сюрбір           |  |     |
| ПЗ               | 6  | Вім Янсен            |  |     |
| ПЗ               | 10 | Рене ван де Керкгоф  |  |     |
| ПЗ               | 11 | Віллі ван де Керкгоф |  |     |
| НП               | 12 | Роб Ренсенбрінк      |  |     |
| НП               | 13 | Йоган Нескенс        |  | 10' |
| НП               | 16 | Джонні Реп           |  |     |
| Заміни:          |    |                      |  |     |
| ПЗ               | 14 | Йоган Боскамп        |  | 10' |
| ЗХ               | 7  | Пітер Вілдсхут       |  | 45' |
| Головний тренер: |    |                      |  |     |
| Ернст Гаппель    |    |                      |  |     |

| Асистенти арбітра: Карой Палотаї (Угорщина) Хеді Сеуді (Туніс) |